# Šašlyk
Šašlyk (in kazako: шишлик, da šyš - girarrosto, in russo шашлы́к?) è un piatto tipico del Caucaso, consistente in spiedini di carne marinata e arrostita.
È una specialità originariamente georgiana, dove è conosciuta come mtsvadi, ma è cucinata in tutti i paesi dell'ex Unione Sovietica ed anche in quelli confinanti come la Polonia.
Nelle lingue dei paesi in cui questo piatto è diffuso con questo termine (per esempio, szaszłyk in polacco) si indica anche un normale spiedino.

## Preparazione
Si tratta di grossi pezzi di carne di montone, pecora o altri animali cotti su lunghi spiedi. La carne viene precedentemente marinata (nella ricetta originale in acqua minerale molto salata, cipolla e foglie di alloro) per 1 o 2 giorni.